# Fake Surround
Bei Fake Surround handelt es sich um Tonproduktionen, bei denen Stereoproduktionen zu 5.1-Surroundmischungen umgewandelt werden. 

## Unterschiede zu 5.1
Das Ergebnis einer Fake-Surround-Mischung unterscheidet sich grundlegend von originalen 5.1-Aufnahmen. Denn die ursprüngliche Klanginformation besteht nur aus den beiden Stereokanälen. Dagegen enthalten 5.1-Aufnahmen für jeden der sechs Kanäle eine originäre Tonaufzeichnung. Daher bietet Fake Surround nicht die klanglichen Möglichkeiten einer echten Surroundtechnik.

## Produktionsweise
Bei Fake Surround werden die beiden Stereosignale über verschiedene Effektprozessoren verarbeitet. Diese generieren sechs unterschiedliche Signale, die dann auf separaten Aufzeichnungsspuren gespeichert werden. 
Das Stereosignal läuft auf eine Mittenspur, aus der sich der Centerkanal ergibt. Davon getrennt laufen zwei Seitensignale. Diese ergeben dann die Surroundsignale, nach Bearbeitung durch Dekorrelation, Equalizer, Harmonizer, Pitch Shifter und Hall-Effekt. Abschließend wird mittels eines Tiefpassfilters noch der LFE-Kanal generiert.